# Mycetia membranacea
Mycetia membranacea là một loài thực vật có hoa trong họ Thiến thảo. Loài này được Fukuoka mô tả khoa học đầu tiên năm 1989.